# Santiagokerk (Tequixquiac)

De Santiagokerk

De Santiagokerk is een kerkgebouw in Tequixquiac, Mexico, gewijd aan Sint-Jacobus de Meerdere. De kerk is gelegen aan de Hidalgo Street, tegenover een gelijknamige plaza.
De bouw van de kerk begon in 1590.